# Трестиени (Ђурђу)
Трестиени (рум. Trestieni) насеље је у Румунији у округу Ђурђу у општини Улми. Oпштина се налази на надморској висини од 113 m.

## Становништво
Према подацима из 2002. године у насељу је живело 2625 становника, од којих су сви румунске националности.